# Amazona tucumana
El loro alisero, amazona tucumana, loro tucumano o loro pinero (Amazona tucumana) es una especie de ave psitaciforme de la familia Psittacidae que habita en la zona meridional de América del Sur.

## Hábitat
Habita al noroeste de Argentina y sur de Bolivia. El hábitat natural es el bosque húmedo bajo tropical o subtropical y montano tropical o subtropical.

## Descripción
Es un loro de tamaño mediano; mide de 30 a 31 centímetros, su plumaje es predominantemente verde con bordes negros. Un triángulo rojo marca la parte frontal del cráneo. Las orillas de las alas presentan plumas rojas, negras y amarillas. El pico es color hueso amarillento. A los ojos les rodea un anillo blanco. El plumaje que sale de la cola tienden hacia el color naranja en los adultos y amarillo en los jóvenes.

## Reproducción
Esta especie tiene una sola camada anual. La temporada de reproducción comienza en enero. Las parejas hacen su nido en árboles huecos. La hembra coloca de 2 a cuatro huevos. El período de incubación promedio es de 26 días. Las crías abandonan el nido alrededor de las 8 o 10 semanas de edad.

## Amenazas
De acuerdo con la Lista Roja de la UICN, El loro alisero está catalogado como especie vulnerable. Se cree que su población actual ronda de 7.000 a 9.500 ejemplares, siendo las principales amenazas para esta especie el comercio ilegal como mascota y la destrucción de hábitat, por lo que las poblaciones este loro están disminuyendo drásticamente. Por ello, te suplicamos a que no participes en la compra ilegal de loros silvestres, y de esta forma, podrás evitar su extinción.